# داستان یک پدر
داستان یک پدر (انگلیسی: A Father's Story) کتابی در سبک شرح حال است که توسط لایونل دامر، پدر قاتل زنجیره‌ای آمریکایی، جفری دامر، نوشته شده است. این کتاب در سال ۱۹۹۴ توسط ویلیام مورو و شرکت منتشر شد.